# Jasminum

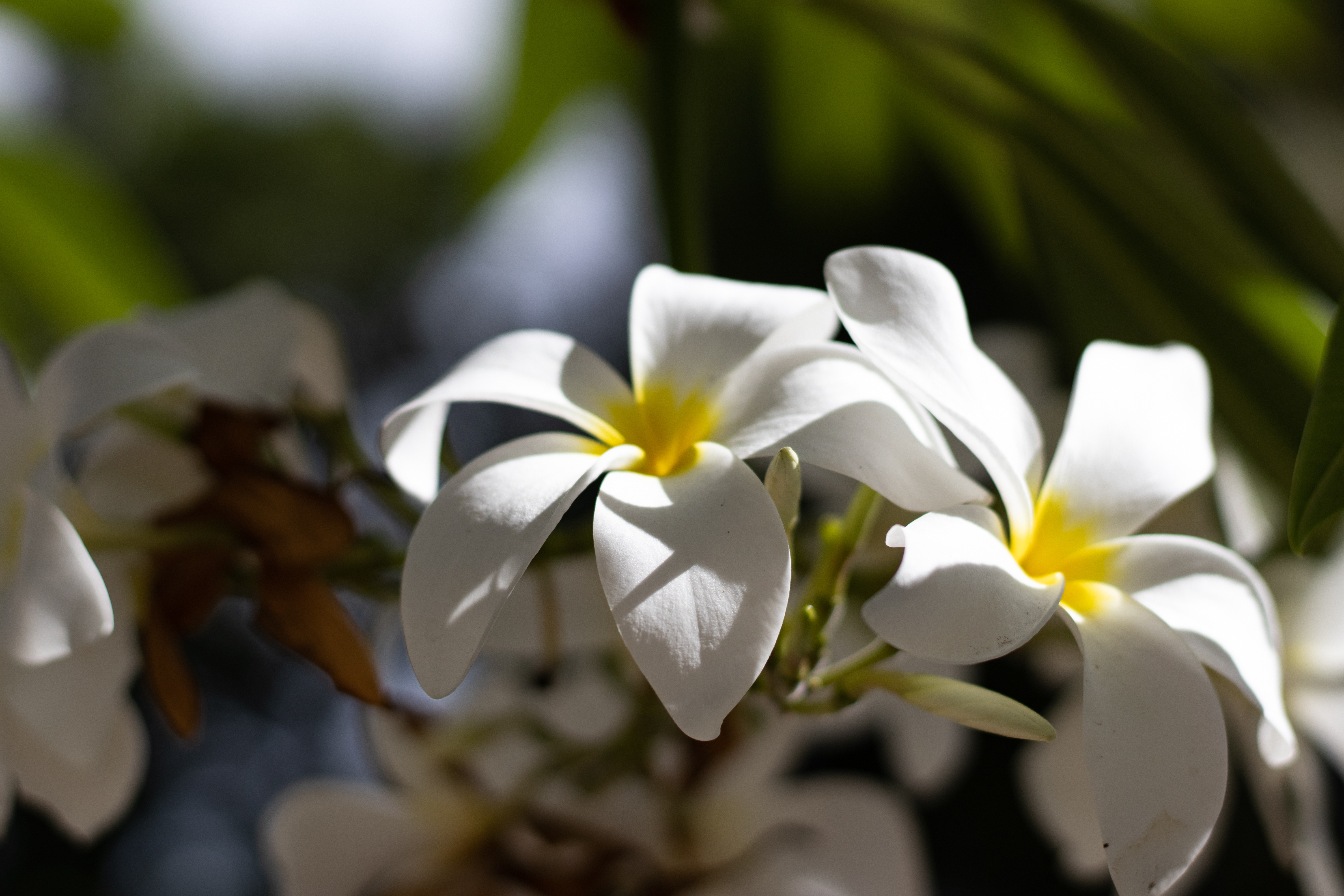
Jasmim Flor

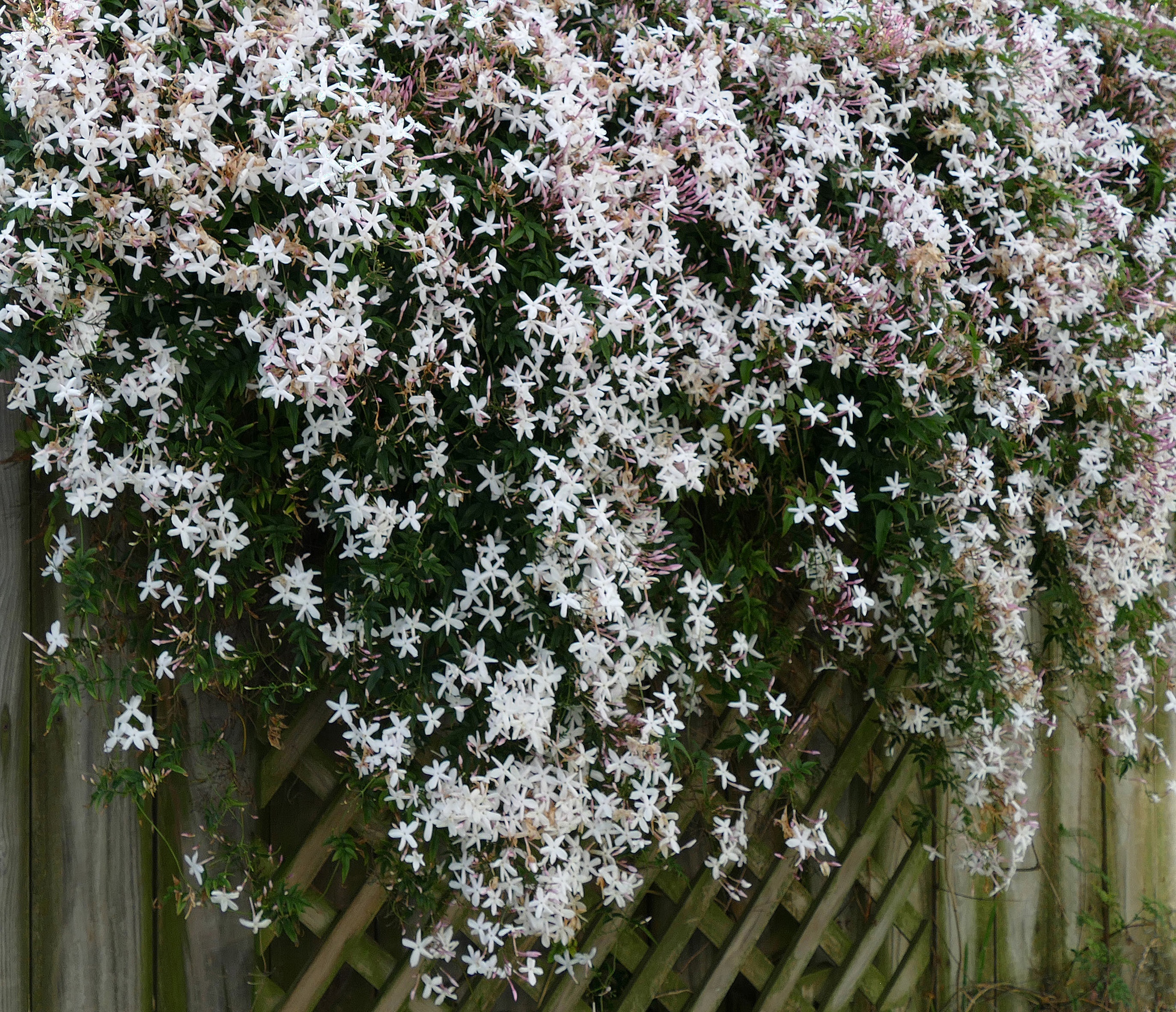
Hábito de Jasminum officinale, o jasmim-comum ou jasmim-verdadeiro.

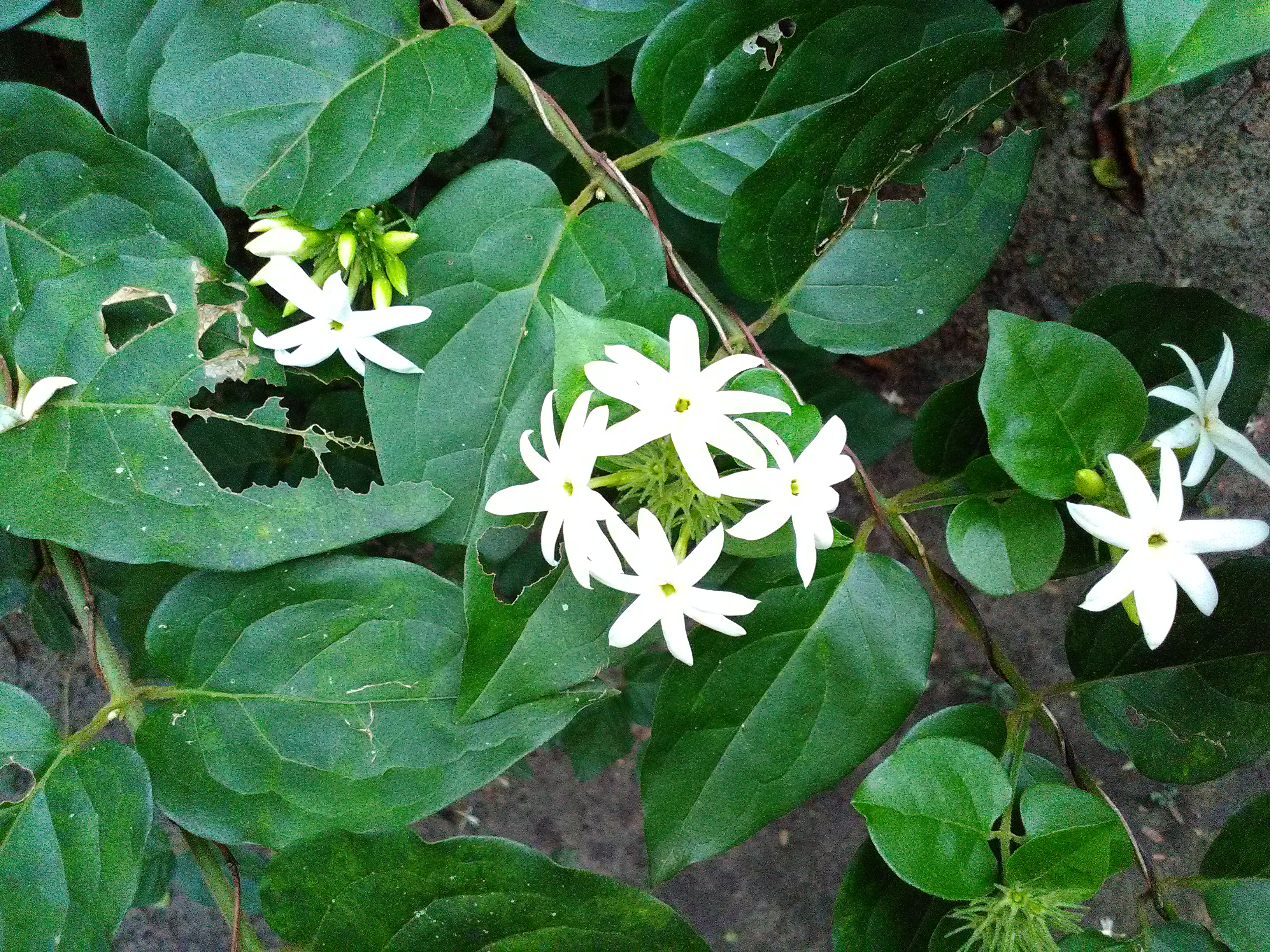
Jasminum officinale (folhagem e flores).

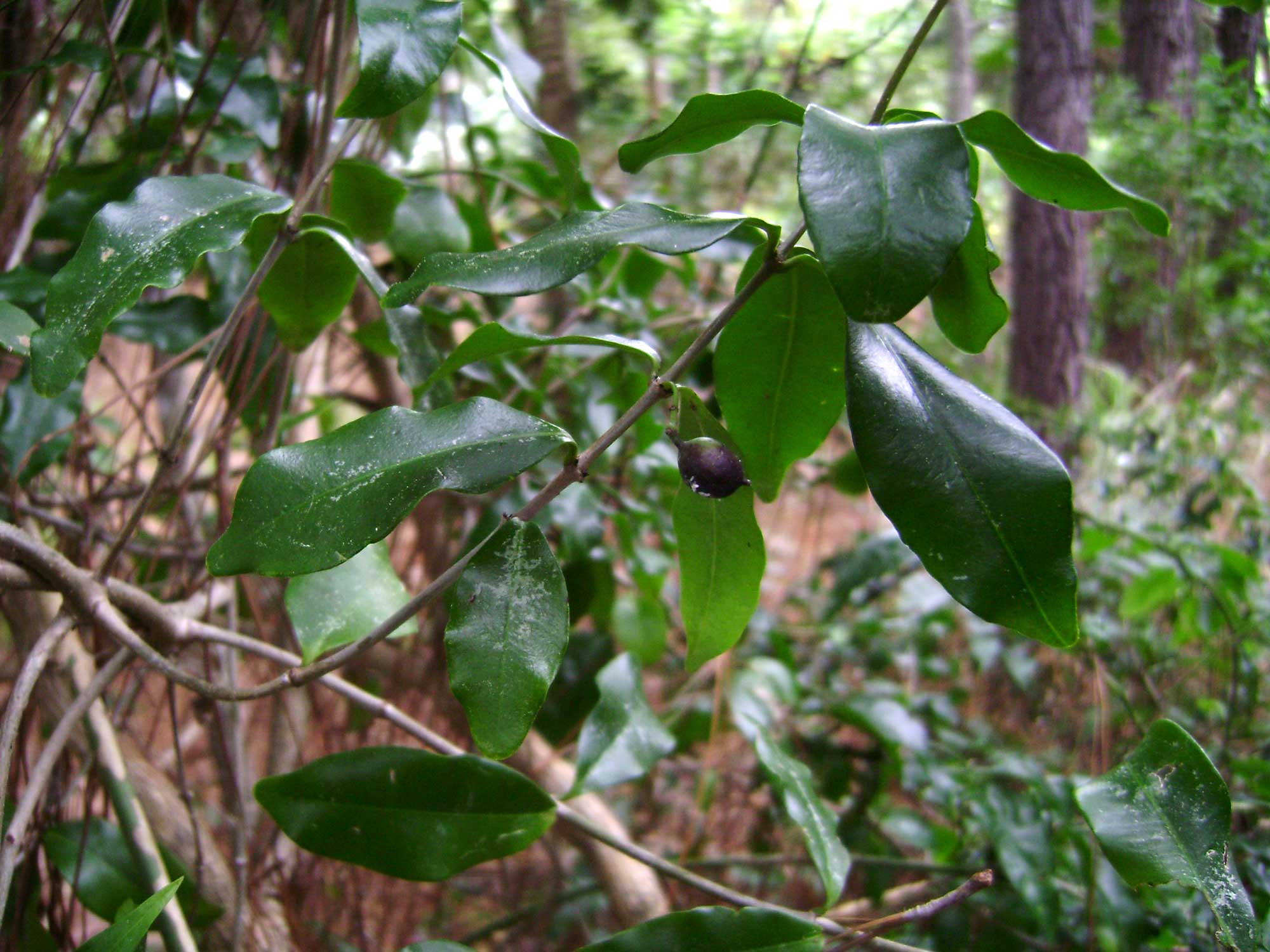
Jasminum simplicifolium com bagas maduras.

Jasminum L. é um género de plantas com flor da família Oleaceae que agrupa cerca de 200 espécies com distribuição natural nas regiões tropicais e subtropicais da Eurásia, Australásia e Oceania. A maior parte das espécies são arbustos ou lianas, com folhas simples ou compostas, que produzem flores tubulares, quase sempre muito perfumadas, raramente com mais de 2,5 cm de diâmetro e com pétalas patentes. Embora a maioria das espécies produza flores brancas, há algumas com flores amarelas ou rosadas. Embora algumas espécies conhecidas por «jasmim» pertencem a outros géneros, Jasminum agrupa a maioria das espécies conhecidas pelo nome comum de jasmim (do persa através do árabe ياسمين ; yassemine). Algumas espécies são extensamente cultivadas pela característica fragrância das suas flores.

## Descrição

### Morfologia e genómica
As espécies do género Jasmine são maioritariamente arbustos ou lianas plantas perenes, embora se conheçam algumas espécies caducifólias. Predominam os microfanerófitos, raramente mesofanerófitos, de hábito erecto, embora ocorram numerosos caméfitos largamente escandentes, lianas e trepadeiras, em geral crescendo apoiadas na vegetação ou pendentes em taludes ou rochedos.
As folhas, de coloração verde intenso, podem ser simples trifoliadas ou pinadas, com filotaxia que produz arranjos opostos ou alternados. Os folíolos são em geral lanceolados e com pecíolo curto.
As flores são tubulares, tipicamente com menos de 2,5 cm de diâmetro. As flores aglomeram-se em inflorescências do tipo cimoso com um mínimo de três flores, embora também existem espécies com flores solitárias nas extremidades de ramos secundários. As brácteas são lineares ou ovais. O cálice é em forma de sino. Cada flor tem de 4-9 pétalas de cor branca ou amarela, embora em raros casos possam ser ligeiramente avermelhadas ou rosadas, e dois lóculos, cada um com de 1-4 óvulos. Apresentam dois estames com filamentos muito curtos. As flores são geralmente muito perfumadas, com uma fragrância característica, apresentando numerosos osmóforos que formam permanentemente vacuolos com óleos essenciais muito voláteis nas células da epiderme e mesófilo das pétalas.
Os frutos de jasmim são bagas ligeiramente carnudas que ficam de púrpura a roxo-escuro, ou mesmo negras, quando maduras. As sementes são 1-4 por baga, escuras, com tegumento irregular, de difícil germinação.
O número cromossómico básico do género é n = 13, mas a maioria das espécies é diplóide (2n = 26). A poliploidia natural é frequente, sendo característica de espécies como Jasminum sambac (2n = 39), Jasminum flexile (2n = 52), Jasminum mesnyi (2n = 39) e Jasminum angustifolium (2n = 52).

### Jasmonatos
Os jasmonatos são um conjunto de compostos assim designados por terem sido inicialmente isolados a partir do óleo de Jasminum grandiflorum. O composto então isolado, o metil-jasmonato, conduziu à descoberta da estrutura molecular de um conjunto de compostos que têm funções de regulação nas plantas, funcionando como hormonas vegetais.
Os jasmonatos têm ocorrência ubíqua em todo o reino vegetal, assumindo funções chave na resposta a estímulos ambientais, entre os quais o stress induzido pelo calor e o frio, fazendo parte dos mecanismo de transdução de sinal de muitas plantas.

## Distribuição e habitat
As espécies do género Jasminum são nativas das regiões tropicais e subtropicais da Eurásia, Australásia e Oceania, mas apenas uma das cerca de 200 espécies é nativa da Europa. O centro de diversidade do género está localizado no sul e sueste da Ásia.
Algumas espécies de Jasminum estão naturalizadas nas regiões mediterrânicas da Europa, entre elas Jasminum grandiflorum, oriundo da Ásia Ocidental e do subcontinente indiano, agora naturalizada na Península Ibérica e incorrectamente conhecida na Europa por «jasmim-espanhol».
Jasminum fluminense (que é por vezes conhecido pelo erróneo nome de «jasmim-brasileiro») e Jasminum dichotomum são espécies invasoras no Hawaii e na Flórida. Jasminum polyanthum, também conhecida por «jasmim-branco», é uma erva daninha na Austrália.

## Taxonomia
As espécies que integram o género Jasminum são consideradas como fazendo parte da tribo Jasmineae da família Oleaceae (a mesma que integra a oliveira). O género Jasminum está na sua presente circunscrição taxonómica dividido em cinco secções: Alternifolia, Jasminum, Primulina, Trifoliolata e Unifoliolata.
O nome genérico tem como etimologia a palavra persa yasameen ("dádiva de Deus"), chegada através da língua árabe (ياسمين ; yassemine) e do latim.

### Espécies

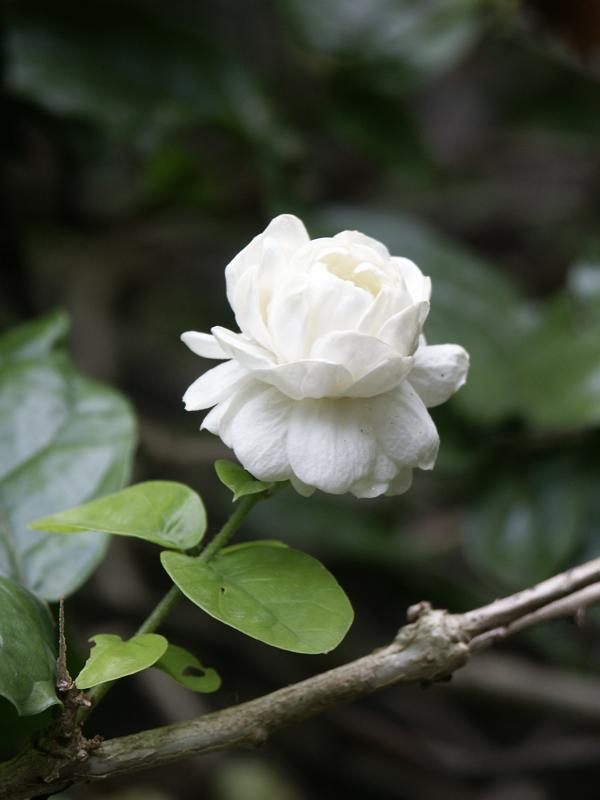
Jasminum sambac var. "Grand Duke of Tuscany", um cultivar de flor dobrada.

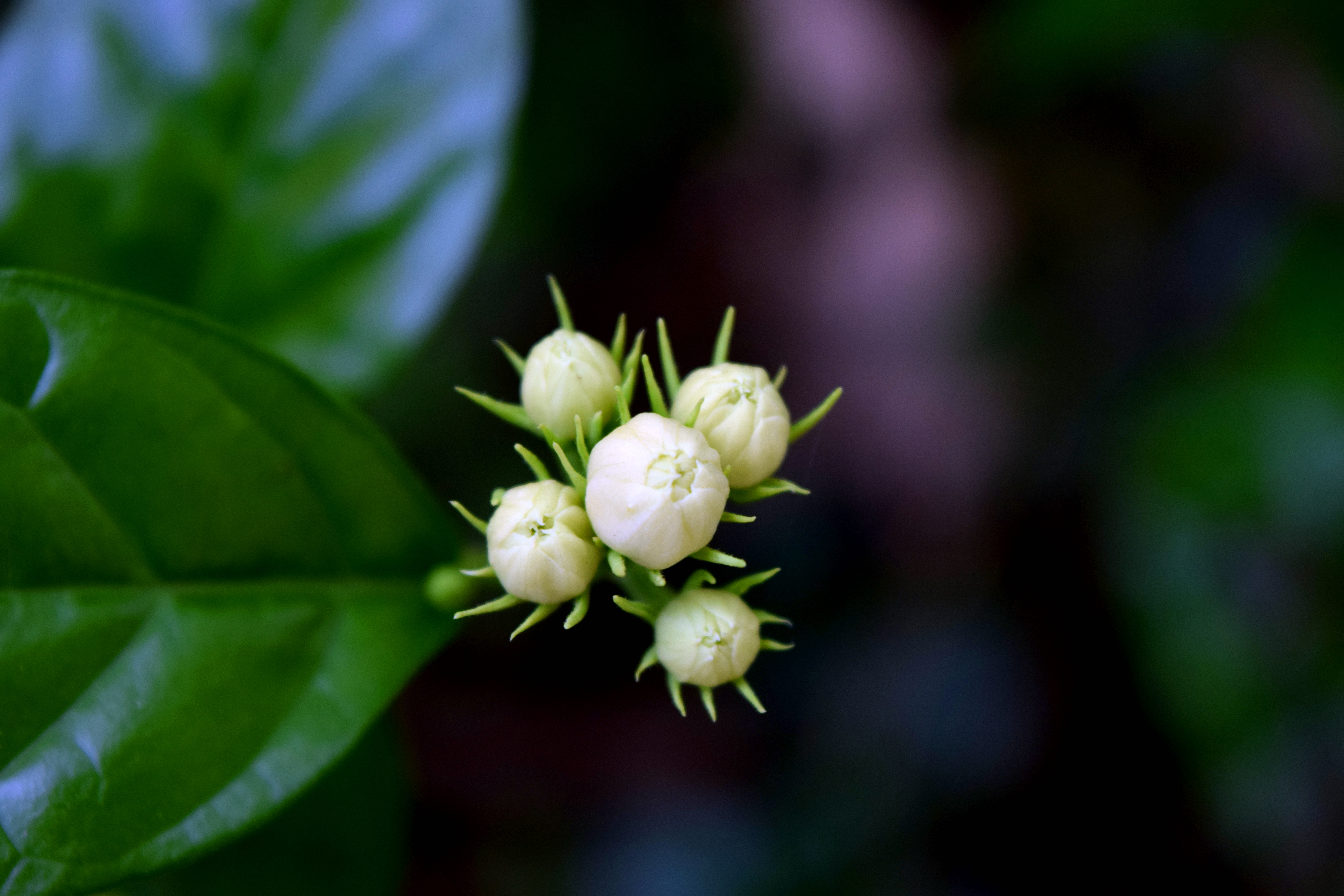
Botões florais de Jasminum

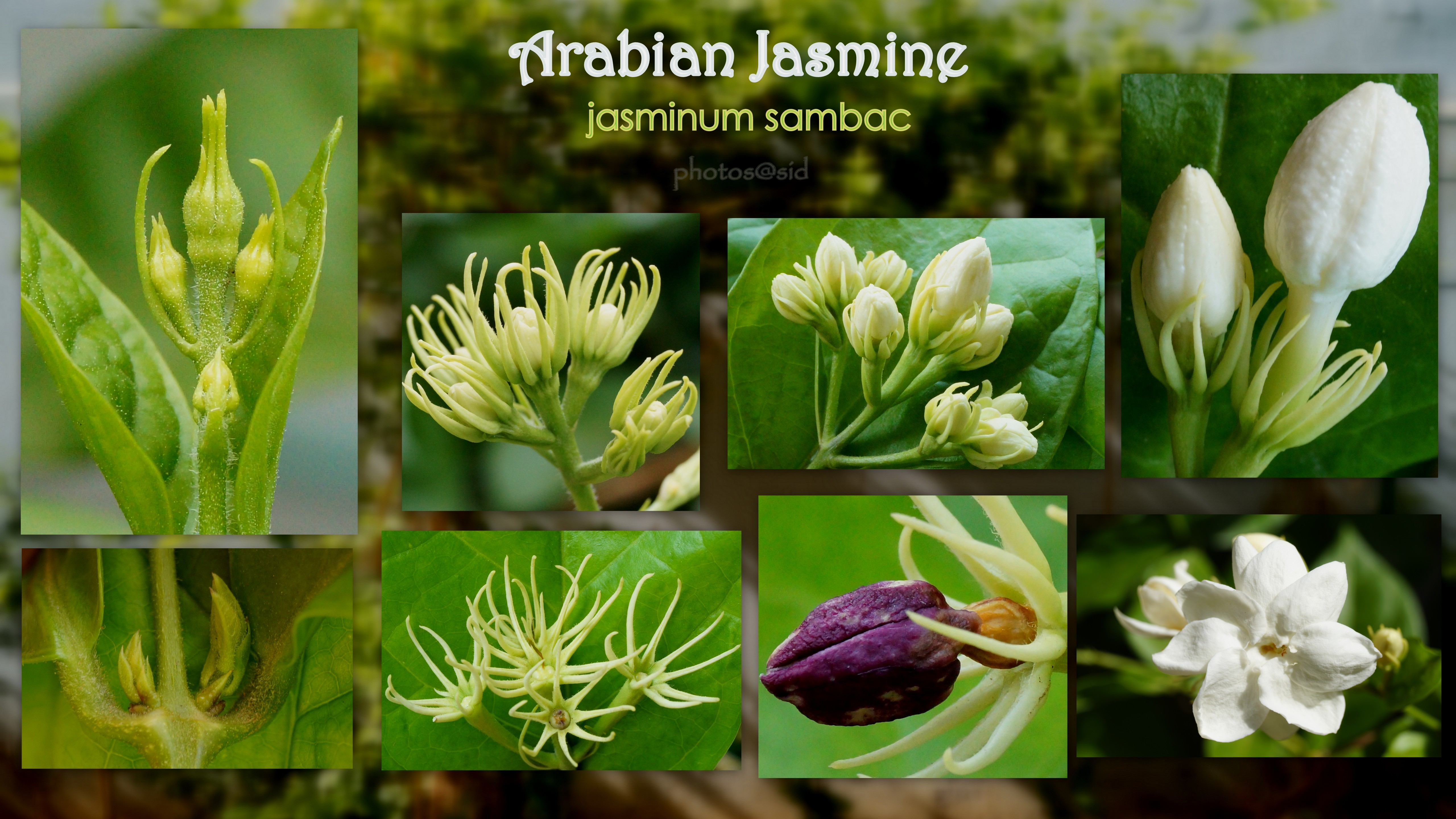
Ciclo de vida da flor do jasmim-árabe.

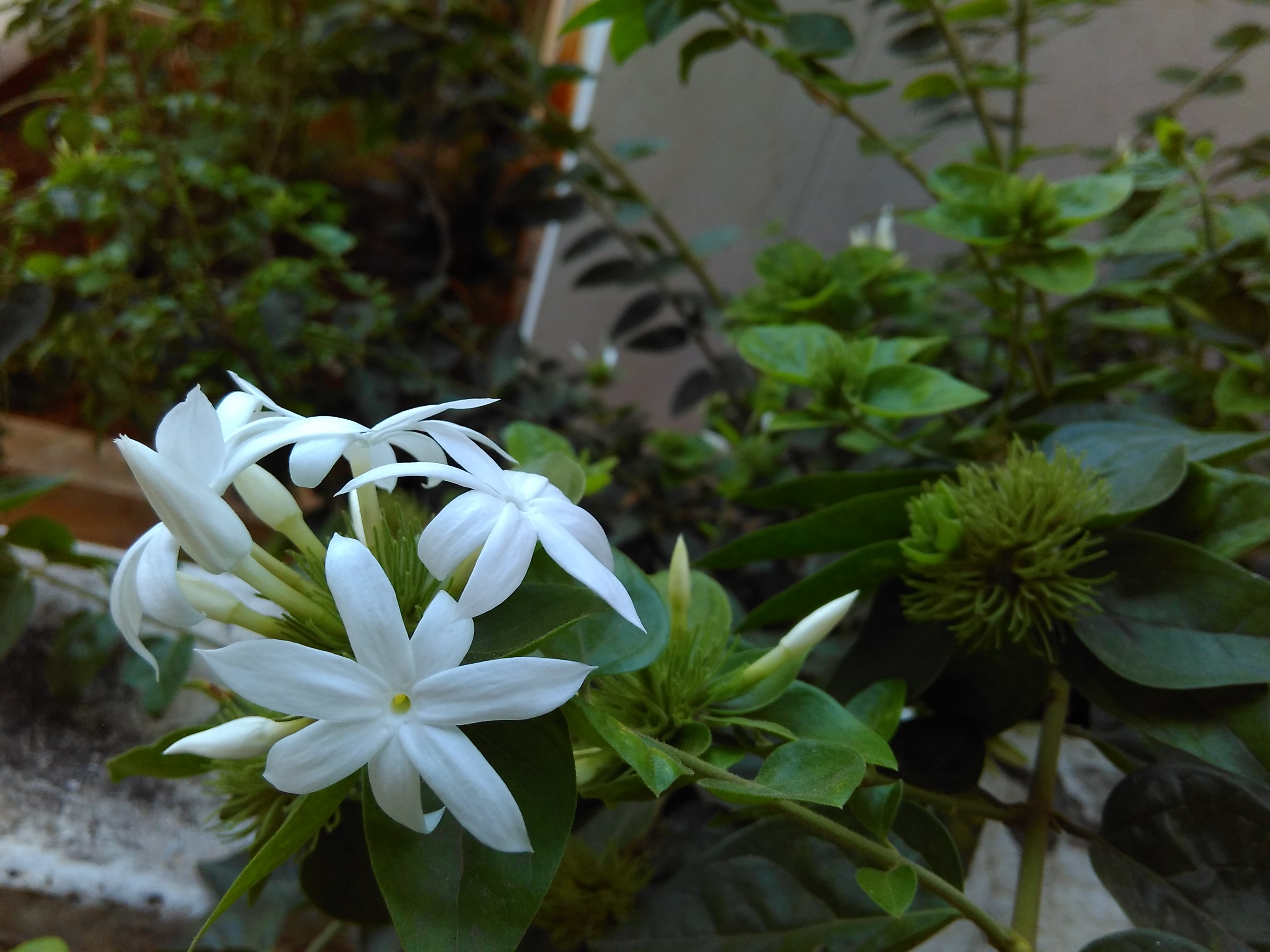
Flores de jasmim

Entre muitas outras, o género Jasminum inclui as seguintes espécies:
- J. abyssinicum Hochst. ex DC. –
- J. adenophyllum Wall. –
- J. andamanicum N.P.Balakr. & N.G.Nair
- J. angulare Vahl
- J. angustifolium (L.) Willd.
- J. auriculatum Vahl –
- J. azoricum L.
- J. beesianum Forrest & Diels –
- J. dichotomum Vahl –
- J. didymum G.Forst.
- J. dispermum Wall.
- J. elegans Knobl.
- J. elongatum (P.J.Bergius) Willd.
- J. floridum Bunge
- J. fluminense Vell.
- J. fruticans L.
- J. grandiflorum L. –
- J. humile L. –
- J. lanceolarium Roxb.
- J. malabaricum Wight
- J. mesnyi Hance –
- J. multiflorum (Burm.f.) Andrews –
- J. multipartitum Hochst. –
- J. nervosum Lour.
- J. nobile C.B.Clarke
- J. nudiflorum Lindl. –
- J. odoratissimum L. –
- J. officinale L. –
- J. parkeri Dunn –
- J. polyanthum Franch.
- J. sambac (L.) Aiton –
- J. simplicifolium G.Forst.
- J. sinense Hemsl.
- J. subhumile W.W.Sm.
- J. subtriplinerve Blume
- J. tortuosum Willd.
- J. urophyllum Hemsl.
- J. volubile Jacq..

- «Lista completa»

## Cultivo e usos
Amplamente cultivadas pelas suas flores, para além dos usos industriais em perfumaria e na produção de chás e tisanas, as espécies de Jasminum são frequentemente usadas na construção de jardins, como plantas de interior e para a produção de flores de corte.
O aroma das flores de Jasminum é adocicado, constituindo, conjuntamente com o aroma das rosas, um dos aromas pilares da perfumaria.
Para além dos usos em perfumaria, na China misturam-se flores de jasmim com folhas de chá (Camellia sinensis), produzindo tisanas cuja resultante combinação de sabores e aromas é muito apreciada.
As «bodas de jasmim» simbolizam os 66 anos de casamento no folclore francês.
Desde há muitos séculos que o jasmim é considerado  no Médio Oriente como o símbolo da beleza e da tentação das mulheres. Cleópatra teria ido ao encontro de Marco António velejando num barco cujas velas foram perfumadas com essência de jasmim.
No sul e sudeste da Ásia, as flores são muito usadas pelas mulheres para enfeitar os cabelos.
Na Índia, Kama, o deus do amor, chegava até às suas vítimas por setas acompanhadas de flores de jasmim. Vendedores de flores de jasmim vendem grinaldas de jasmim, ou no caso das variedades mais espessas (conhecidas por "motiyaa" em hindi ou "mograa" em marathi) é comum a venda em cachos ou ramos. Estes vendedores concentram-se frequentemente em torno de entradas para os templos, nas principais vias públicas e nas principais áreas de negócios.
O «jasmim-indiano» (Jasminum auriculatum) é cultivado principalmente em Uttar Pradesh, Bengala Ocidental, Ghats Ocidentais e sul da Índia. É conhecido como juhi (hindi), jui (bengali), usimalligai (tamil) e yuthika (sânscrito), tendo grande significado na cultura indiana.
Madurai, uma cidade em Tamil Nadu, é famosa por sua produção de jasmim. Na Índia, o jasmim é cultivado para uso em lares, culto e enfeites de cabelo. O jasmim é cultivado comercialmente, para uso doméstico e industrial, como a indústria de perfumes. É usado em rituais como casamentos, cerimónias religiosas e festivais.
É muito popular na região norte do Brasil; além de comercializada na maior feira da América Latina,
 na banca de cheiro das erveiras do Mercado do Ver-o-peso (na cidade de Belém do Pará), é o principal ingrediente do Banho de Cheiro encantado, usado na comemoração da festa junina e do reveion no estado do Pará. Prática ritualística que ocorre desde o século XIX, ao qual se atribui o poder de atrair a felicidade, reatar amores e, abrir as portas da prosperidade ao bebedor.
Também presente no Cheiro de Papel, produzido com a infusão de essências vegetais, comercializado no cesto de palha da Vendedora de cheiro, usados para aromatizar roupas guardadas em gavetas e armários. Uma combinação de raízes e paus aromáticos ralados; os ingredientes mais conhecidos são: arruda, cipó-catinga, patexuli, japana, cumaru, alecrim, baunilha, manjerona, açucena, casca preciosa, louro amarelo, alfazema, priprioca e, jasmim.

### Chá de jasmim

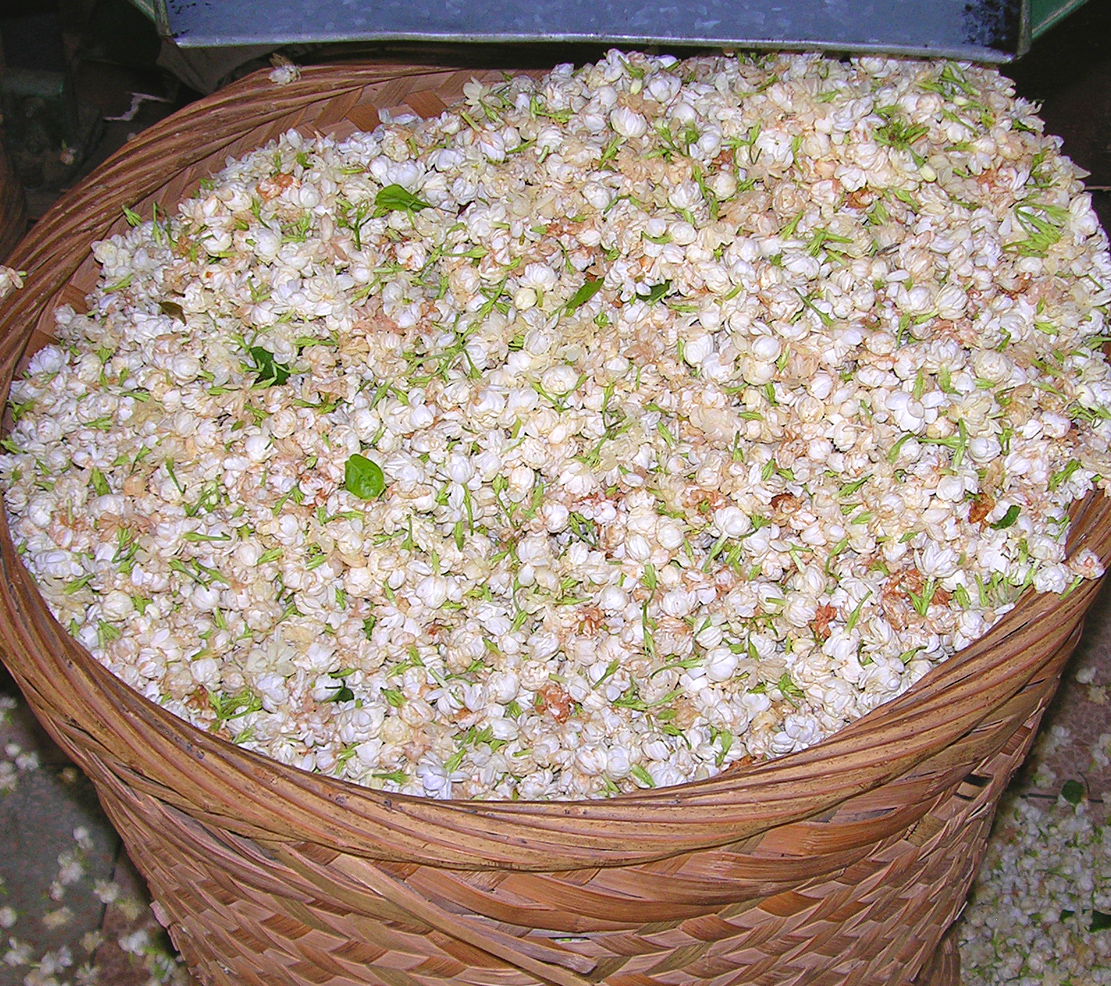
Chá-verde com flores de jasmim

O chá-de-jasmim é frequentemente consumido na China, onde é designado por «chá-de-flor-de-jasmim» (茉莉花茶; pinyin: mò-lì-huā-chá). As flores de Jasminum sambac são também utilizadas para fazer uma tisana conhecida por chá de jasmim, em cuja confecção é comum usar uma base de chá verde ou chá branco, embora por vezes se utilize uma base de oolong.
Na confecção desses chás, as flores de jasmim são colocadas em máquinas que controlam a temperatura e a humidade. Demora cerca de quatro horas para o chá absorver a fragrância e o sabor das flores de jasmim. Para os mais requintados tipos de chá de jasmim, este processo pode ser repetido até sete vezes. Como o chá absorve a humidade das flores de jasmim frescas, deve ser voltado a secar ao calor para evitar a deterioração.
As flores usadas podem ser removidas do produto final, pois as flores após o processo de secagem não contêm mais aroma. Ventoinhas gigantes são usados para soprar gentilmente o produto e separar as pétalas secas das folhas de chá mais densas.
Em Okinawa, Japão, o chá de jasmim é conhecido por sanpin cha.

### Simbologia
Vários Estados e regiões usam o jasmim como seu símbolo heráldico ou como «flor nacional». Entre esses contam-se:
- Síria: a capital síria, a cidade de Damasco, é conhecida pela «Cidade de Jasmim»;[24]
- Hawaii: a espécie Jasminum sambac (conhecida localmente por "pikake") é uma flor muito utilizada na confecção das tradicionais grinaldas havaianas (leis), e serve de assunto a muitas canções havaianas;
- Indonésia: Jasminum sambac, conhecido por "melati putih", é usada em cerimónias de casamento, especialmente na ilha de Java, sendo considerada desde 1990 como a flor nacional do país;[25]
- Paquistão: Jasminum officinale, localmente conhecido por "chambeli" ou "yasmin", é o símbolo floral do Paquistão;
- Filipinas: Jasminum sambac, conhecida por "sampaguita", é considerada desde 1935 como a flor nacional do país. É utilizada em grinaldas para adorno de imagens religiosas;
- Tailândia: as flores de jasmim são utilizadas como símbolo de maternidade.[26]

A subida ao poder do presidente tunisino Zine El Abidine Ben Ali em 1987 e a sua deposição pela revolução tunisina de 2011 são ambas conhecidas por «revolução de jasmim», uma referência à flor.

### Plantação
A plantação de jasmim é geralmente feita por reprodução vegetativa usando uma estaca retirada do caule de uma planta existente, ou um com recurso à divisão de raízes. Em raras ocasiões, deixam as flores produzir os frutos roxos escuros com sementes. As sementes germinam quando semeadas e alimentadas adequadamente, mas requerem escarificação do solo e elevada humidade.
Os arbustos floridos são geralmente aparados antes do verão, pois os ramos juvenis crescem melhor e dão flores mais abundantes durante a época de floração.
Os maiores produtores mundiais de jasmins são a Índia e a China. Entre as espécies mais populares de jasmim, destacam-se:
- Jasminum azoricum, ou jasmim-dos-açores;
- Jasminum mesnyi, ou jasmim-amarelo (sem aroma);
- Jasminum nitidum, ou jasmim-estrela;
- Jasminum officinale, ou jasmim-verdadeiro;
- Jasminum polyanthum, ou jasmim-dos-poetas.

## Outras plantas
Em alguns lugares do Brasil, outras plantas com flores tubulares e cinco pétalas patentes, com forte perfume, são também conhecidas como jasmim.
Outras plantas possuindo flores de cor pálida, aroma adocicado e folhas verde-escuro, não relacionadas com o género Jasminum, também são conhecidas pelo nome comum de «jasmim». Exemplos incluem:
- Espécies do género Trachelospermum;
- Gardenia jasminoides — gardénia;
- Cestrum nocturnum — dama-da-noite;
- Quisqualis indica — jasmim-da-índia;
- Espécies do género Gelsemium.

## Classificação do lineana do género
| Sistema | Classificação                    | Referência               |
| ------- | -------------------------------- | ------------------------ |
| Linné   | Classe Diandria, ordem Monogynia | Species plantarum (1753) |

## Galeria

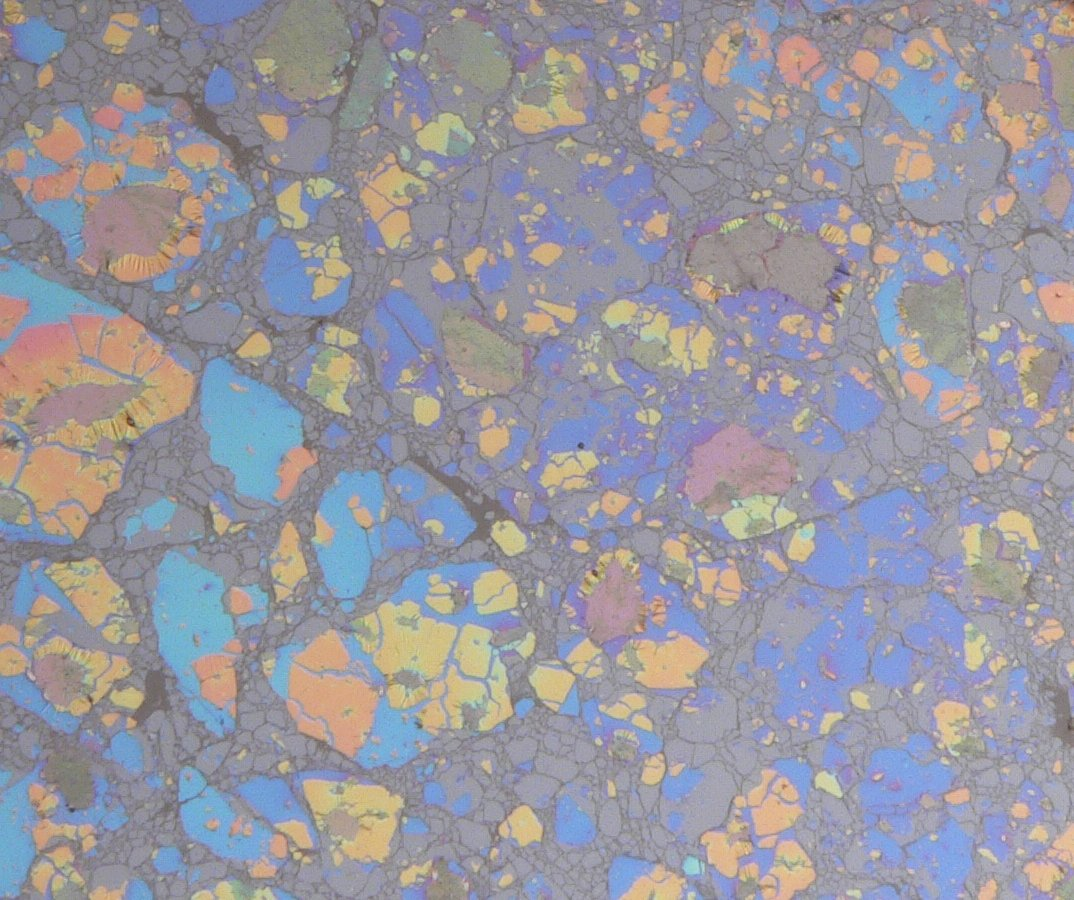
Aspecto de um chá de jasmim.
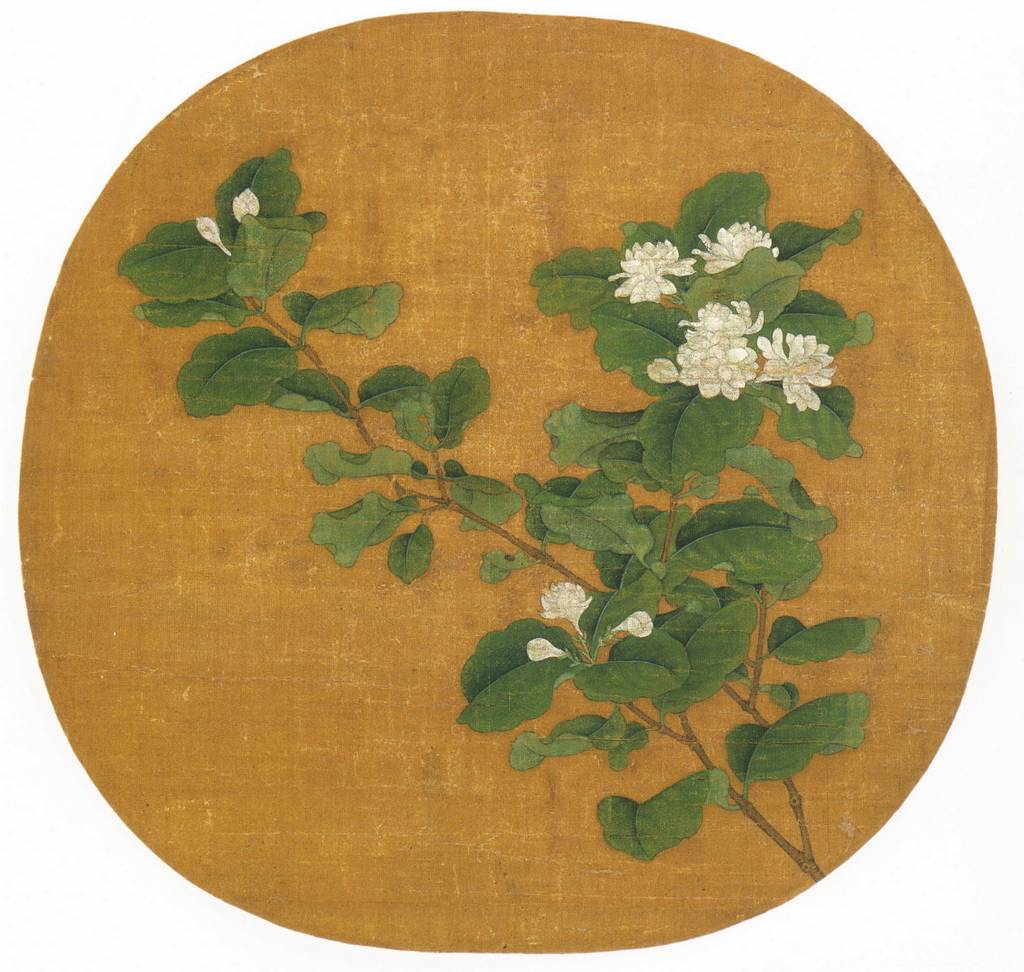
O ramo de jasmim-branco, pintura a tinta e cor sobre seda do artista chinês Zhao Chang, dos princípios do século XII.
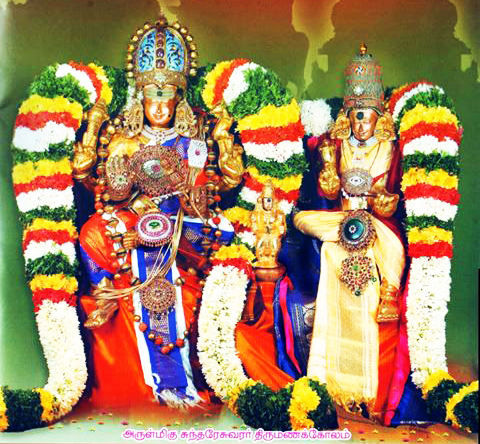
Grinalda de jasmim.
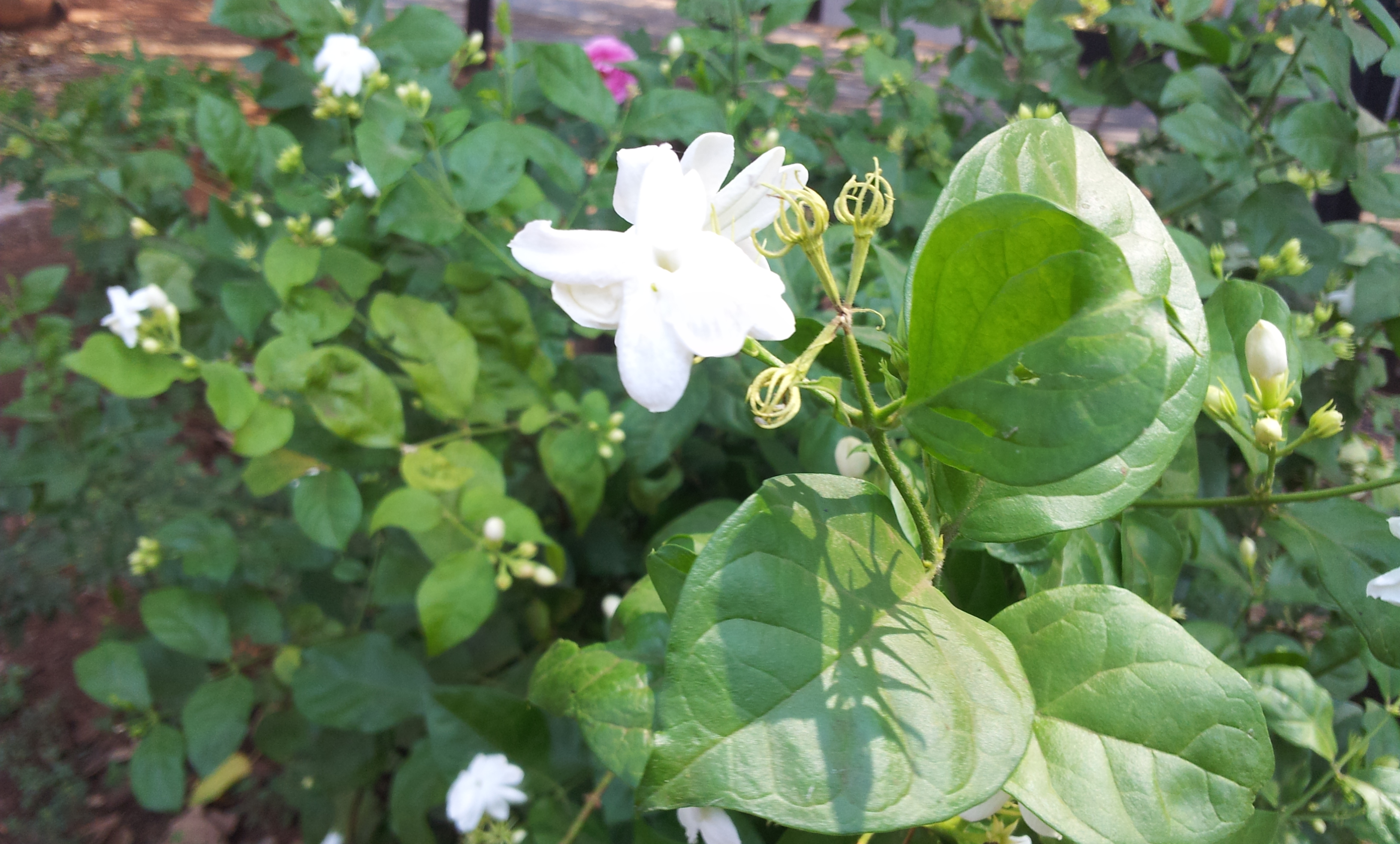
Jasmim em flor em Hyderabad (Índia)
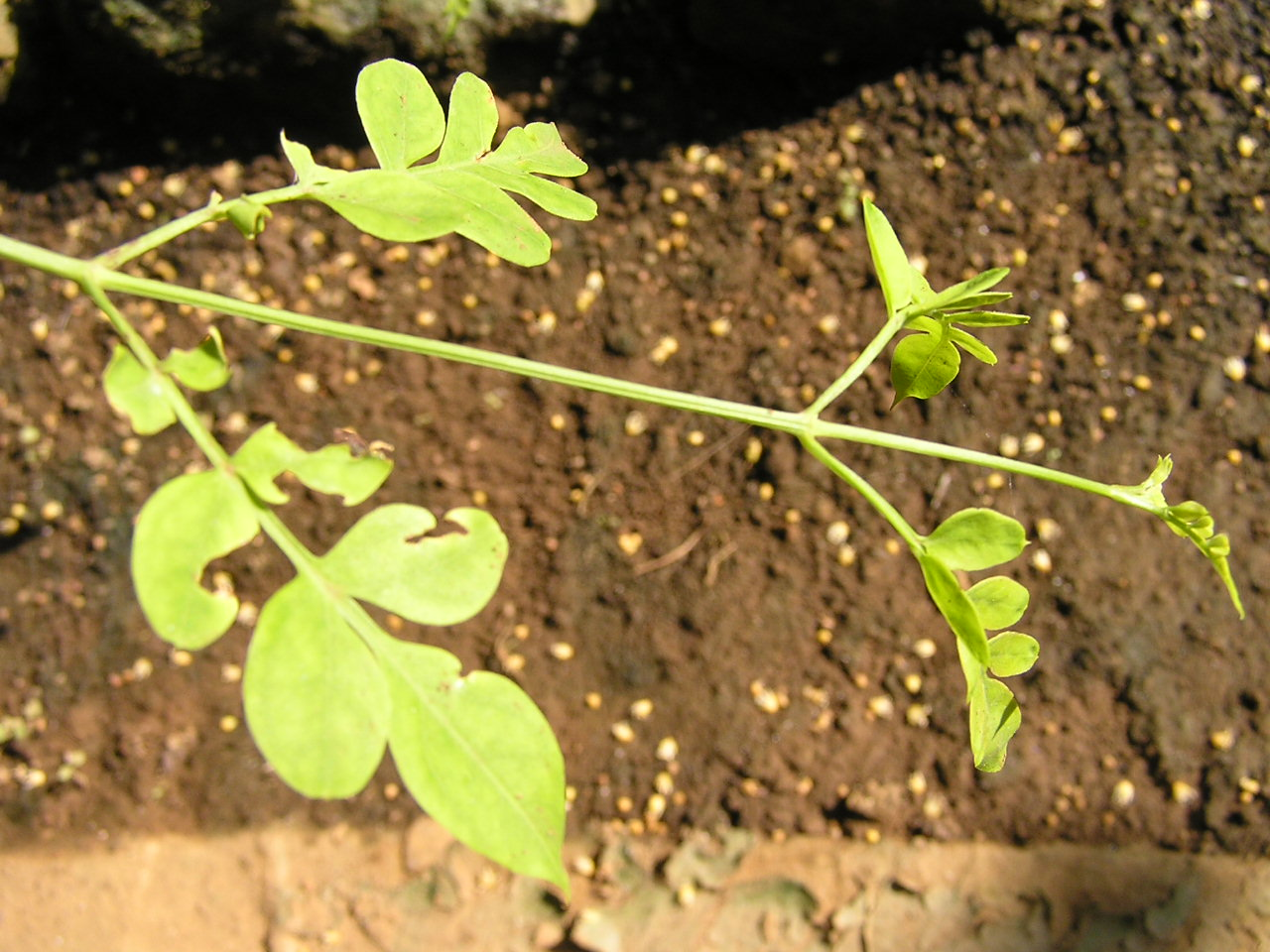
Folhas de Jasminum grandiflorum
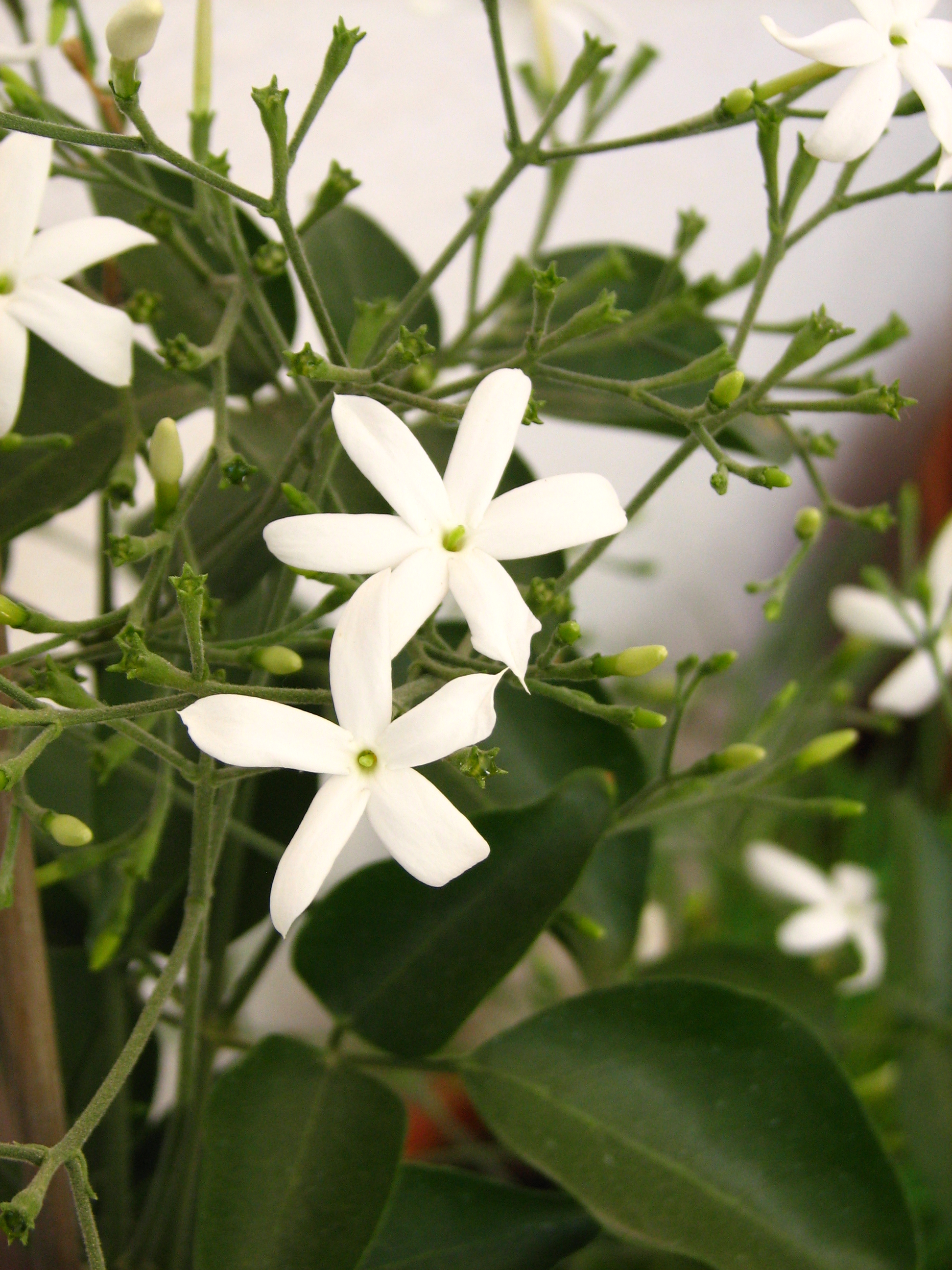
Jasminum azoricum
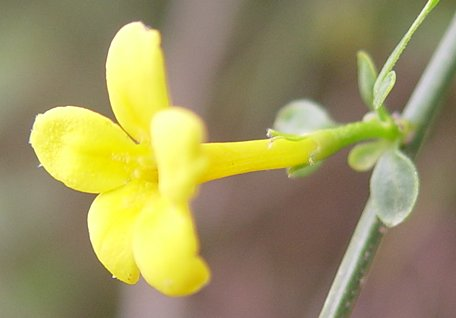
Jasminum fruticans
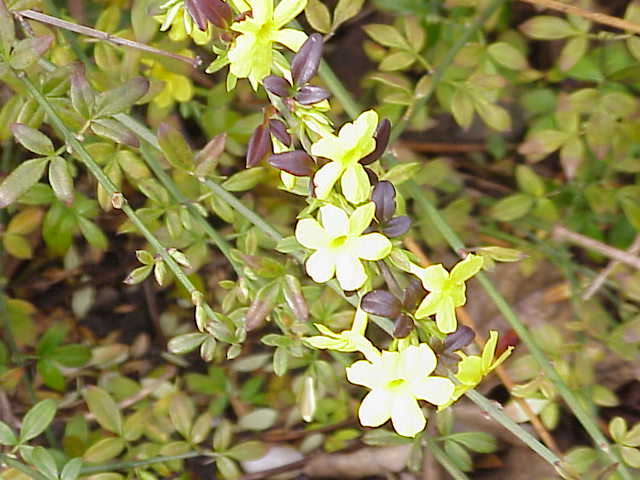
Jasminum nudiflorum
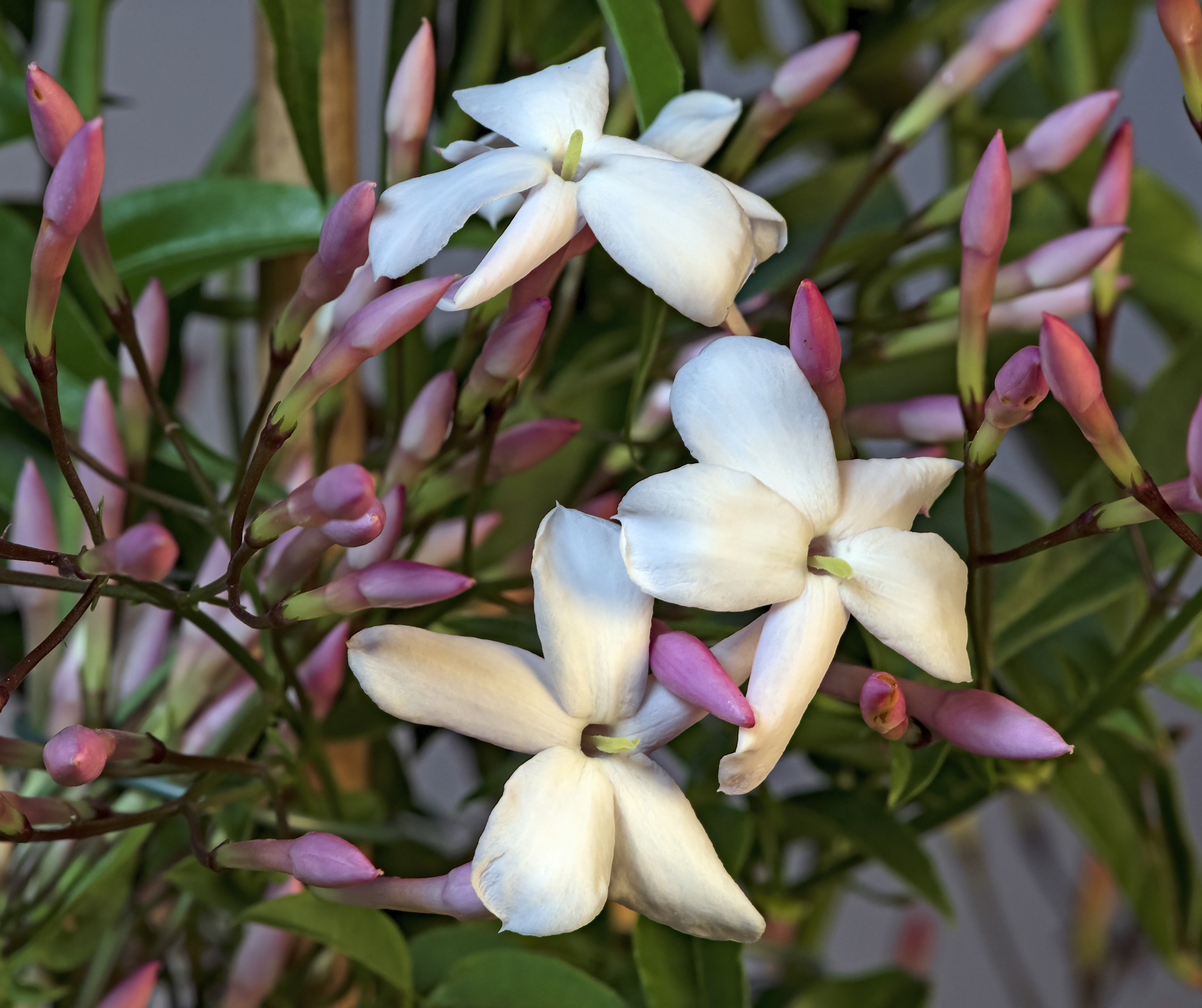
Jasminum polyanthum
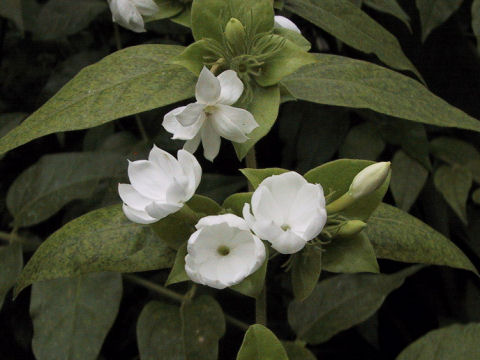
Jasminum sambac